# Мезенцев Руслан Володимирович
Руслан Володимирович Мезенцев (24 червня 1981, Кіровоград) — український гімнаст, призер Олімпійських ігор, Заслужений майстер спорту України.

## Життєпис
З 1986 р. займався спортивною гімнастикою у спеціалізованій дитячо-юнацькій школі олімпійського резерву «Надія» м. Кіровограда.
Закінчив факультет фізичного виховання Луганського державного педагогічного інституту за спеціальністю «Педагогіка і методика середньої освіти. Фізичне виховання».
Тренувався в спортивному товаристві «Динамо».
1997 — зарахований до збірної команди України зі спортивної гімнастики.

### Спортивні досягнення
1997 — переможець Кубка світу серед кадетів у 3 видах програми особистої першості на снарядах (Париж).
1997 — срібний призер міжнародного турніру «Зірки світу» у вправах на брусах (Москва).
1998 — бронзовий призер Всесвітніх юнацьких ігор (Москва).
1999 — переможець міжнародного турніру «Зірки світу» у вправах на коні (Москва).
1999 — переможець Всесвітніх літніх спортивних ігор у командних змаганнях (Москва).
2000 — бронзовий призер Чемпіонату Європи.
2000 — на Олімпіаді у Сіднеї виборов срібну медаль у командному заліку в складі збірної України.
2001 — бронзова нагорода в командних змаганнях Чемпіонату світу (Гент).
2001 — золота медаль Чемпіонату України в багатоборстві.
2004 — фіналіст XXVIII Літніх Олімпійських ігор (Афіни).
Член Спортивної команди Прикордонних військ України.

### Після завершення спортивної кар'єри
Після повномасштабного вторгнення Росії Руслан Мезенцев боронить Україну в лавах Збройних сил України, є командиром протитанкового ракетного комплексу.
У 2024 році на Кіровоградщині започатковано турнір на Руслана Мезенцева.